# Lycus fernandezi
Lycus fernandezi es una especie de escarabajo de alas de red perteneciente a la familia Lycidae. Lycus fernandezi es parte del género Lycus y de la familia de los escarabajos de alas rojas. L. fernandezi coexiste con una segunda lícida en sus agregaciones, un escarabjo muy parecido pero con élitros de punta negra, L. arizonensis, que potencialmente podría servir en una capacidad mülleriana en relación con L. fernandezi en los agregados. L. fernandezi es una especie con capacidad de mimetismo batesiano con sus colores, como señal para otros insectos y predadores de que son desagradables y venenosos, una adaptación conocida como aposematismo.

## Descripción
El L. fernandezi mide de 10 a 18 milímetros (0,4 a 0,7 plg) de largo y son de color anaranjado y brillantes. Es un escarabajo de cuerpo blando, mayoritariamente anaranjado, con el cuarto apical de los élitros de color negro. Las piezas bucales nacen sobre una tribuna relativamente larga y delgada. Los élitros, esculpidos con una red de crestas longitudinales y venas transversales, se expanden apicalmente, especialmente en los machos. El margen anterior de la banda de los élitros tiene una muesca donde se encuentra con la cresta más externa, o costa humeral. Los fémur son también anaranjados con el resto de la pata de color oscuro a negro. 

## Distribución
Los adultos se encuentran comúnmente en varios arbustos en flor durante los veranos, a veces por cientos, desde el sureste de Arizona hasta el suroeste de Nuevo México y el sur de México.